# Рока ди Мецо
Рока ди Мецо (итал. Rocca di Mezzo) је насеље у Италији у округу Л'Аквила, региону Абруцо.
Према процени из 2011. у насељу је живело 1082 становника. Насеље се налази на надморској висини од 1282 м.

## Становништво
Према резултатима пописа становништва 2011. у општини је живело 1.468 становника.
| 1931. | 1936. | 1951. | 1961. | 1971. | 1981. | 1991. | 2001. | 2011. |
| ----- | ----- | ----- | ----- | ----- | ----- | ----- | ----- | ----- |
| 3.434 | 3.166 | 2.976 | 2.632 | 2.032 | 1.722 | 1.531 | 1.426 | 1.468 |